# Centre hospitalier La Chartreuse
Le centre hospitalier La Chartreuse, situé à Villefranche-de-Rouergue, est un établissement public de santé à vocation polyvalente, dans différents secteurs d'activité, en médecine, chirurgie, gynécologie-obstétrique, soins de suite et de réadaptation, long séjour, maison de retraite. De plus, il travaille en collaboration avec l'hôpital Jacques-Puel situé à Rodez, à 50 kilomètres de La Chartreuse. 
Son potentiel de 575 lits permet à l'établissement de satisfaire un bassin de population comptant environ 70 000 habitants. Cependant, plusieurs disciplines, essentiellement chirurgicales et médicales, ont un taux d'attractivité dépassant largement les limites de la zone géographique attendue.

## Historique
L'hôpital d'aujourd'hui n'a plus rien à voir avec celui qui avait été installé il y a plusieurs décennies, en partie dans les bâtiments de l'ancienne Chartreuse Saint-Sauveur.
En effet, les différents sites de l'établissement ont fait l'objet d'importantes rénovations depuis le début des années 1990 :
- 1990 : construction d'un bâtiment de 200 lits incluant 160 lits de longue durée et 40 lits de rééducation et de soins de suite.
- 1994 : construction d'un bâtiment d'hospitalisation comprenant le service des urgences, le service de surveillance continue, le laboratoire et les cuisines.
- 1995 : rénovation de la maternité.
- 1997 : construction du plateau technique réunissant les blocs opératoires, la radiologie et la stérilisation centrale.
- 1999 : construction d'une blanchisserie et rénovation des parties communes de la maison de retraite du site de Rulhe.
- 2001 : restructuration des consultations externes et télémédecine[1].
- 2019 : nécessité d'un retour à l'équilibre financier[2].

En janvier 2003, le centre hospitalier a racheté une ancienne clinique qui est devenue le site de Saint-Alain.
Le centre hospitalier a satisfait à la procédure de certification menée en novembre 2006 par la Haute Autorité de santé (HAS) après une évaluation positive de ses conditions d'accueil et de soins[réf. souhaitée].
Au-delà de ses équipements sanitaires, le centre hospitalier se distingue par son voisinage immédiat avec le monastère de la Chartreuse Saint Sauveur construit au milieu du XVe siècle, et dont il est le propriétaire.

## Services médicaux

### Médecine
- Médecine générale
- Angiologie
- Cardiologie
- Cancérologie

En lien avec le service Oncologie de l'hôpital Jacques-Puel
- Pneumologie
- Allergologie
- Diabétologie
- Endocrinologie
- Neurologie
- Hépato-Gastro-Entérologie
- Surveillance continu
- Gynécologie-obstétrique
- Pédiatrie
- Anesthésie/Réanimation
- Urgences adultes et pédiatriques
- Laboratoire
- Imagerie médicale : scanner, etc.

#### Chirurgie
- Chirurgie générale, viscérale
- Chirurgie vasculaire
- Chirurgie digestive
- Chirurgie urologique
- Chirurgie orthopédique